# La Croix-en-Touraine
 La Croix-en-Touraine  es una población y comuna francesa, situada en la región de  Centro, departamento de Indre y Loira, en el distrito de Tours y cantón de Bléré.

## Demografía
| 1237 | 1188 | 1260 | 1668 | 1798 | 1973 |
| Para los censos de 1962 a 1999 la población legal corresponde a la población sin duplicidades (Fuente: INSEE [Consultar]) |      |      |      |      |      |